# Сальвіан
Сальвіан Массілійський (лат. Salvianus; 400 або 405 — близько 470) — латинський християнський письменник часів занепаду Римської імперії.

## Життєпис
Походив з християнської римо-галльської заможної родини. Народився у м. Колонія Агриппіна (сучасний Кельн, ФРН). Здобув риторичну освіту у м. Августа Триверум (сучасний Трир). Також вивчав право. Деякий час знаходився на державній службі. Через декілька років після весілля з поганкою Палладією разом із дружиною оселився в монастирі на острові Лерін (сучасний Сент-Оноре), де виховував двох синів свого друга Евхерія Ліонського, згодом єпископів Салонія та Верана. Вступ до монастиря спричинив конфлікт з родиною дружини, з якими не було спілкування 7 років. Лише, коли Іпатій, батько Палладії, став християнином, Сальвіан почав з ним листуватися. У 426 році відвідав Арль, де спілкувався з місцевим єпископом та другом Іларієм Арльським. У 430 році Сальвіан став ченцем. У 429 році став пресвітером в Массілії, де помер 470 року.

## Творчість
З численних творів збереглося 9 листів (важливим з точки зору біографічних деталей є лист 4), «До Церкви, або Проти жадібності» (Ad ecclesiam sive Adversus avaritiam libri IV) і історіографічний твір про божественне провидіння (De gubernatione Dei libri VIII), в якому бракує закінчення. Перший твір, який опубліковано під псевдонімом Тимофій між 435 і 439 роками, у формі звернення до вселенської Церкви. Його спрямовано проти багатства християн. Турбуючись про спасіння душі, автор закликав жертвувати своє майно, а найменше — відписати його Церкві в заповіті. У другому творі, написаному після 440 року і присвяченому вихованцю Салонію, Сальвіан виступає проти забуття традицій нинішніми християнами, які — на його думку — відповідальні за нещастя, що звалилися на римську державу. Бог заслужено карає грішних християн руками варварів і язичників (оскільки ті завжди жили у відповідності моральним правилам). Таким чином, ураження християн є доказом божественного промислу. Приклади із життя християн і не християн з різних суспільних верств складаються в мальовничу картину життя і культури імперії.
Твори Сальвіана особливо детально описують життя Галлії та Африки, а також германських племен, що туди вдерлися. В них автор тенденційно ідеалізує варварів і засуджує християн. Водночас вони є цінним історичним джерелом.